# Conducting Sessions
Conducting Sessions ist das zweite Album des Schweizer Jazz-Ensembles Fischermanns Orchestra, das am 15. und 16. August 2011 im Powerplay Studio in Maur bei Zürich aufgenommen wurde. Es ist eine Produktion des Schweizer Rundfunksenders DRS 2 und erschien am 15. Juni 2012 auf Unit Records.

## Hintergrund
Jan Trösch fungierte als musikalischer Leiter (Conducting) der Titel Fuchsjagd und Balls. Samuel Blatter und Philipp Z’Rotz leiteten Dialog; alle übrigen Titels des Albums wurden von Samuel Blatter geleitet. Die einzelnen Titel wurden mittels visueller Signale (Soundpainting) für die 16 Musiker komponiert. Die Conducting Sessions entstanden neben den Aufnahmen des regulären Bandrepertoires. Ursprünglich als Nebenprodukt gedacht, wurden dann die Conducting Sessions zuerst veröffentlicht; das Repertoire und zwei Conductings (Fliessband und Bermuda Dreieck) wurden auf dem Folgealbum Wildfang 2013 veröffentlicht.
Gleichzeitig mit dem Album erschien der Dokumentarfilm Ein Platz im Bus von Antonia Meile.

## Titelliste
- Fischermanns Orchestra: Conducting Sessions (Unit Records UTR 4367)

1. Fuchsjagd 2:45
2. Ads 3:40
3. Dialog 7:23
4. Animals 5:31
5. Invasion 2:57
6. Bella 6:18
7. Horizonte 6:23
8. Fliessband 5:35
9. Bermuda Dreieck 5:48

## Rezension
Nach der Ansicht des Autors des Blogs Monsieur Délire enthält die Musik des Albums
„Texturale Effekte und festive Melodien, mit einem stark rhythmischen Element. Diese Musik ist keine Unterhaltung, bietet doch einen ziemlich gründlichen Forschungsprozess über die (eher kurze) Geschichte der Leitung von größeren Improvisationsensembles.“
Der Autor der italienischen Ausgabe von All About Jazz schrieb: „Das seit 2007 in Luzern aktive Fischermanns Orchestra markiert auf den ersten Blick eine Herangehensweise, die mit ihrem großartigen Personal definitiv free in ihrer Ausdrucksweise ist, unter Berücksichtigung einer sehr greifbaren architektonisch-strukturellen Gestaltung. All dies zeichnet sich insbesondere im Triptychon von Tracks aus, die das Album eröffnen; es entwickelt sich aber auch entlang anderer Koordinaten.“ Zum Beispiel vollziehe sich dies „in der Preisgabe der Opulenz, der Fülle, dem „Ziehen“ (wie sie sagen)“ in Titeln wie Animals, ähnlich in Invasion, mit den Rest einer im Wesentlichen frei funkigen Matrix, die sich tatsächlich – jedoch mehr in Bereichen – zum nächsten Titel Bella ausweitet. Hauptsächlich auf der Ebene Klangentwicklung gespielt, in gewisser Weise ästhetisch wirksam, sei Horizonte ein weiterer Höhepunkt der Arbeit; die Titel Fliessband und Bermuda Dreieck sind „eine Art Abschiedswolke. Eine vibrierende Platte, die nie langweilig“ sei.
Pirmin Bossard schrieb im Schweizer Magazin Jazz n More: „Schon auf dem ersten Stück „Fuchsjagd“ wiehern sie frohgemut los, doch was für eine klangliche Vielfalt ist auf diesen 2:45 Minuten auch noch zu hören. Eine veritabel Grossformation gibt sich die Ehre, die zu keiner Zeit nach traditionellem Big-Band-Schmiss klingt, aber auch nicht free-orchestral das grosse Inferno ansteuert, sondern sich als Strassen-Bastard mit hoher Spielkompetenz und ambitionierten Stücken einen eigenen Platz jenseits von Kategorien erobert. Das Fischermanns Orchestra mischt Jazzwurzeln, Soundtrack-Sprossen, Impro-Kerne, Klang-Streusel und Groove-Pfeffer zu einem aufregenden Meal. Im angestammten Umfeld auf der Strasse mögen die Fischermänner mit ihren Wehmut-Melodien und tänzelnden Grooves süffig in die Knochen fahren, auf dem Debütalbum werden auch die nahrhafteren und provokativeren Seiten an- und ausgespielt, bis der Haufen in mysteriösen sechs Minuten doch noch im „Bermuda Dreieck“ verschwindet. „Horizonte“ ist mehr zeitgenössische Klangschule als Jazzorchester, während „Fliessband“ mit seinem Vorwärtspuls und den groovenden Beigaben Kopf und Bein zum Schlenkern bringt.“ Bossards Résumé lautet: „Die Qualität dieses Orchesters sind seine Neugier, seine Unverfrorenheit und seine Spielfreude. Eine unschlagbare Kombination, vor allem, wenn man die Band dort erlebt, wofür sie sozusagen geboren wurde: um unterwegs aus Strassen und Gassen die Musik zu den Leuten zu bringen.“